# Loïc Badé
Loïc Séri Badé (Sèvres, 11 de abril de 2000) é um futebolista francês que atua como zagueiro. Atualmente joga pelo Sevilla.

## Carreira nos clubes
Em 30 de dezembro de 2016, Badé ingressou no Le Havre vindo da academia de juniores do Paris FC. Ele fez sua estreia profissional com o Le Havre na vitória por 1 a 0 da Ligue 2 sobre o Niort em 10 de janeiro de 2020. Ele assinou seu primeiro contrato profissional com o Lens em 20 de junho de 2020.
Em 5 de julho de 2021, Badé ingressou no Rennes em um contrato de cinco anos. Ele marcou seu primeiro gol na carreira em 4 de novembro de 2021 contra o Mura na UEFA Europa Conference League. Em 1 de setembro de 2022, Badé ingressou no Nottingham Forest, por empréstimo de uma temporada, com o clube tendo a opção de tornar o empréstimo permanente. Em 3 de janeiro de 2023, o empréstimo de Badé ao Nottingham Forest foi rescindido. Ele deixou o Forest sem fazer uma única aparição pelo clube.
Em 4 de janeiro de 2023, Badé ingressou no Sevilla, da La Liga, até o final da temporada, com opção de compra. Ele contribuiu para o triunfo do time na UEFA Europa League, marcando principalmente na vitória por 3 a 0 sobre o Manchester United nas quartas de final. Depois de fazer vinte e sete partidas e marcar dois gols pelo clube em seis meses, o Sevilla assinou com Badé em definitivo.

## Carreira internacional
Badé fez sua estreia pela seleção francesa Sub-21 no empate em 1 a 1 contra as Ilhas Faroé em 6 de setembro de 2021. Em 1 de setembro de 2024, Badé foi convocado pela primeira vez para a seleção francesa para dois jogos da UEFA Nations League, após Wesley Fofana ter sido retirado devido a lesão.

## Títulos
Sevilla
- Liga Europa: 2022–23

França sub-23
- Jogos Olímpicos: 2024 (medalha de prata)